# María Dolores Molina
María Dolores Molina Ubach es una ciclista guatemalteca. Nació el 2 de agosto de 1966. Conocida como Lola o Lola La Grande. Académicamente es licenciada en zootecnia.

## Participaciones
- Los Juegos Centroamericanos y del Caribe, Maracaibo, Venezuela fueron su primera prueba, y en las especialidades de contrarreloj y ruta, consigue quinto lugar en ambos eventos.
- En 1999, compite por primera vez en un Mundial de Ciclismo, en Uruguay, logrando cuarto lugar en la prueba contrarreloj, mientras en la de ruta consigue un décimo puesto.
- Asiste a los XIII Juegos Panamericanos, Winnipeg (Canadá) 1999, donde consigue un cuarto puesto en ruta y décimo en contrarreloj.
- En los Juegos Olímpicos de Atenas 2004, se convirtió en la primera mujer guatemalteca en competir en ciclismo, en la prueba de ruta.
- IV Vuelta Femenina a El Salvador, 2007.
- V Vuelta Femenina a El Salvador, 2008.
- 3.er lugar Copa Bicimanía, élite femenina, 22 de marzo de 2009.

## Éxitos más Destacados
- Medalla de oro en contrarreloj y plata en ruta, VII Juegos Centroamericanos 2001.
- Presea dorada en los XIX Juegos Centroamericanos y del Caribe, en El Salvador 2002 en la prueba contrarreloj. Convirtiéndose además en la primera mujer en la historia deportiva de Guatemala en lograr medalla de oro en ciclismo.
- Medalla de plata en XIV Juegos Panamericanos, Santo Domingo 2003, en la prueba carrera por puntos. Esto fue después de ganar su clasificación en el Mundial en Aegle, Suiza.
- Campeona V Vuelta Femenina a Guatemala, septiembre de 2005.
- Campeona VI Vuelta Femenina a Guatemala, septiembre de 2006.